# Cavalerii Templieri scoțieni

Crucea cu opt vârfuri a Cavalerilor Templieri scoțieni de pe situl Cavlerilor Templieri scoțieni [http://www.skt.org.uk

Crucea specifică a Cavalerilor Templieri scoțieni (cu brațe mai groase la extremități și mai subțiri la centru) de la filiala scoțiană din St Clair, situl Marii Mănăstiri a Cavalerilor Templieri în Scoția [http://www.scottishknightstemplar.org

Crucea Marii Mănăstiri a scoțienilor și [http://www.electricscotland.com/history/kt7-14.htm

Acest articol tratează dezvoltarea Ordinului modern al Cavalerilor Templieri scoțieni; perioada anterioară este prezentată în articolul Ordinul Templierilor în Scoția.

## Mit și legendă
*După perioada medievală, care este tratată în articolul Ordinul Templierilor în Scoția, apar mituri, legende și anecdote care leagă Ordinul de bătălia de la Bannockburn. Filiale ale francmasonilor, precum Ordinul Regal al Scoției, fac aluzii la povestea Rosslyn și la Cavalerii Templieri scoțieni. Conexiunile, frecvent considerate suspicioase, au fost realizate de către cavalerul Andrew Michael Ramsay sau Fr. Hay în secolul 18 și repetate în romane precum Sânge sfânt, Graal sfânt, dar astăzi este cunoscut că acestea nu se bazează deloc pe vreun fapt istoric. Legat de o posibilă conexiune cu Bruce, istoricul mason D Murray Lyon scria: "Fraternitatea de la Kilwinning niciodată și la orice perioadă nu a practicat sau recunoscut vreo filială masonă; nici nu există acolo vreo tradiție legată de acest nume, locală sau națională și nici nu a fost descoperit vreun document autentic care să conțină măcar o singură menționare a faptului că Robert Bruce organiza întruniri masone, sau a existenței vreunei societăți secrete la Kilwinning."

## Speculația St Clair - Sinclair
[Conții de Rosslyn sau Roslin, mai întâi St Clair apoi Sinclair, au fost de asemenea legați de acțiunile templierilor în Scoția, însă Mark Oxbrow și Ian Robertson în recenta lor carte Rosslyn și Graalul notează că St Clair din Rosslyn a depus mărturie împotriva templierilor la procesul lor din Edinburgh în 1309. Dr. Louise Yeoman subliniază faptul că legătura Rosslyn-Cavaleri Templieri este falsă, fiind inventată în secolul 18 de scriitori de ficțiune, iar Capela Rosslyn a fost construită de către William Sinclair, ca Liturghia să poată fi oficiată pentru sufletele familiei sale. Conexiunile bine documentate al clanului Sinclair sunt acelea cu Francmasoneria scoțiană, o filială a templierilor. William St Clair, (William Sinclair), al treilea conte de Orkney, baron de Roslin și primul conte de Caithness a construit Capela Rosslyn. Un alt William Sinclair de Roslin a devenit mai târziu primul Mare Maestru al Marii Loje a Scoției. Vezi Cavalerii Templieri masoni și Clanul Sinclair.]

## Supraviețuirea Templierilor în Scoția
*John Graham de Claverhouse, "Bonnie Dundee", un om episcopal, membru al partidului conservator, a fost omorât la bătălia de la Killiecrankie, pe 27 iulie 1689. Se spune că ar fi fost Marele Maestru al unei mănăstiri iacobite, "Templul", din regiunea Montrose, numit în această poziție de către Dom Calvet; de asemenea, Marea Cruce a Ordinului a fost găsită sub platoșa armurii sale. După moartea sa, se spune că contele de Mar ar fi deținut această poziție. În 1745, Mar s-a retras drept regent și i-a înmânat conducerea lui Charles Edward Stewart din casa Holyrood și apoi Atholl. Cu toate acestea, există indicii ale continuității Templierilor până în zilele Scoției de astăzi, care includ Ospiciul Medieval și Preceptoria de St Anthony, ceea ce sugerează că Ordinul a supraviețuit.

## Renașterea din secolul al XVIII-lea
*Interesul față de templieri a renăscut în secolul al XVIII-lea, datorită Francmasoneriei de influență scoțiană. Prima dovadă a acestui fapt este Discursul lui Ramsay de la Paris din 1737. Andrew Michael Ramsay era tutorele Tânărului Pretendent, prințul Charles Edward Stuart. El susținea că Francmasoneria începuse prinre cavalerii cruciați și că aceștia se organizaseră în Lojele Sf. Ioan. Următoarea dovadă a fost legată de Karl Gotheif, Baron Von Hund, și Alten-Grotkau, cărora se pare că acest concept le-a fost introdus de către lordul iacobit Kilmarnock; aceștia au fost de asemenea primiți într-o mănăstire a templierilor de către un misterios "Cavaler al Penei Roșii". Baron von Hund a înființat un nou rit masonic numit "Stricta Ceremonie Templieră". "Cavalerul Penei Roșii" a fost identificat mai târziu cu Alexander Seton, cunoscut mai bine sub numele de Alexander Montgomerie, al 10-lea conte de Eglinton, un Francmason proeminent a mișcării iacobite.

## Renașterea modernă
*Renașterea modernă a templierilor în Scoția începe cu Alexander Deuchar. Arhivele uneia dintre cele mai prestigioase Loje ale Francmasoneriei scoțiene, Loja Capelei Sf. Mary din Edinburgh, descriu o vizită a unei "delegații a Marei Adunări a Înalților Cavaleri Templieri din Edinburgh... prezidată de cel mai venerat Mare Maestru, Alexander Deuchar... pentru prima dată de câteva sute de ani de când vreo Lojă a Francmasoneriei fusese vizitată de o adunare a Cavalerilor Templieri, prezidată de Marele lor Maestru." Aceasta implică faptul că exista un Ordin de cel puțin 100 ani înainte. În 1811, cu o Cartă de la Marele Maestru al Templierilor din Anglia, ducele de Kent, Alexander Deuchar, a convocat Marele Conclav al Cavalerilor Sfântului Templu și Mormânt și al Sf. Ioan de Ierusalim. În mod controversat, în 1836 "a fost propus ca și non-Masonii să fie acceptați în Ordin și în același timp ritualul a fost adaptat pentru a permite acest lucru." Înainte, numai Masonilor Cupolei Regale cu o poziție socială bună le era permis să se alăture. Numai Marele Conclav Regal putea admite non-Masoni, iar acești oameni nu erau niciodată membri ai vreunei Tabere, numai ai Marelui Conclav. "Ordinul modern non-Masonic Militi Templi Scotia susține că descinde din Alexander Deuchar, care era un Francmason."

## Ordine Masone și non-Masone
[Se spune despre templierii din Scoția că sunt rădăcinile atât Ordinelor Masone, cât și non-Masone. Mișcarea Masonă se numește Ordinul Regal al Scoției. Există astăzi numeroase mici Grupuri de Cavaleri Templieri non-Masoni din Scoția, deși nu toate susțin că descind din Cavalerii Templieri din Scoția sau din Alexander Deuchar. Printre acestea se numără: Suveranul Ordin Militar al Templului din Ierusalim Arhivat în 30 mai 2008, la Wayback Machine., Confederația Cavalerilor Templieri scoțieni, Anticul Ordin Militar scoțian al Cavalerilor Templieri Arhivat în 31 decembrie 2006, la Wayback Machine. și Militi Templi Scotia. Marele Cancelar al Militi Templi Scotia, Paul MacGowan, recent pensionat, afirma în 2002 că "Da, credem că Cavalerii Templieri care au luptat de partea lui Robert Bruce au înclinat balanța. Credem că trebuie să le fie recunoscut acest lucru, însă privind această chestiune călcăm pe un fir foarte subțire... Găsim istoria templierilor și influența lor de-a lungul secolelor pur și simplu fascinantă. Se ivește în cele mai neașteptate locuri, precum Constituția Americană. Probleme adevărate ne creează oamenii care îi privesc dintr-un punct de vedere naționalist și nu ne asociem cu mici grupuri extremiste care apar la aniversările de la Bannockburn cu motive ulterioare în minte." El a adăugat că Militi Templi Scotia era un Ordin mai degrabă cavaleresc decât Masonic, însă acceptă Francmasoni în rândurile sale. CTs-SOMTI Preceptoria de St Anthony CTs-SOMTI (marcă înregistrată) (Cavalerii Templieri scoțieni-Suveranul Ordin Militar al Templului din Ierusalim; engleză: Scottish Knights Templar-Sovereign military Order of the Temple of Jerusalem, SKT-SMOTJ) Arhivat în 30 mai 2008, la Wayback Machine. nu acceptă Francmasoni, și nici alt Ordin asociat care cade sub jurisdicția Alianței Federative Internaționale-Ordo Christi Militi Templi Heirosolimitanti. Dovezi ale istoriei continue ale acestora pot fi consultate pe siturile lor web.]

## Influența europeană
*În 2006, "Filiala din St Clair" No S1, Edinburgh, a fost confirmată de către Marea Priorie din Franța a SOMTI. Aceasta a primit recent afilierea la SOMTI International cu statutul de Filială sub Îndrumarea Marei Priorii din Franța. Ordo Supremus Militaris Templi Hierosolymitani - Marea Priorie a Cavalerilor Templieri din Scoția Ltd este înregistrată la Casa Companiilor din Marea Britanie și funcționează sub autoritatea Filialei din St Clair, Edinburgh, No S1, Marea Priorie din Franța (MPF; franceză: Grand Prieuré de France du Temple, GPFT), SOMTI International.

## Crucea templierilor scoțieni
*Cavalerii Templieri Internaționali folosesc o cruce specifică (cu brațe mai groase la extremități și mai subțiri la centru), inclusiv Filiala din St Clair, în conformitate cu Ordinul Internațional SOMTI, Marea Priorie a Scoțienilor (în general scoțieni din America) o cruce cu două brațe, iar alte grupuri ale Cavalerilor Templieri scoțieni folosesc Crucea Roșie cu Opt Colțuri, cunoscută mai bine, dar nu exclusiv, sub numele de Crucea Malteză a Cavalerilor Ospitalieri ai Ordinului Sf. Ioan, sau Crucea de Amalfi. Templierii scoțieni folosesc Crucea Malteză probabil de prin anii 1960, deși Crucea însăși este mult mai veche.

## Tartanul Cavalerilor Templieri scoțieni
*Cavalerii Templieri scoțieni ai SOMTI International au propriul lor tartan. A fost ratificat și aprobat de către Marele Conclav al Militi Scotia SOMTI, în Perth, pe 28 martie 1998. Numele original era "Cavalerii Templieri scoțieni ai Militi Templi Scotia International", dar a fost schimbat în "Cavalerii Templieri scoțieni ai SOMTI International" în 2006 (SOMTI în latină: OSMTH - Ordo Supremus Militaris Templi Hierosolymitani).

## Informații suplimentare
Pentru informații suplimentare, puteți consulta:
- Farsa Rosslyn? Robert L. D. Cooper, Lewis Masonic, 2006, ISBN 0-85318-255-8.
- Istoria Ordinului Templului din Ierusalim: Din 1118 până în 2005, Chev Leo Thys KCTJ ISBN 90-901931-7-0 pagina 18
- Piers Paul, Templierii, Weidenfeld & Nicolson istorie; ISBN 1-84212-142-1